# Фокс, Джордж
Джордж Фокс (англ. George Fox, июль 1624 — 13 января 1691) — английский ремесленник, религиозный диссидент, мистик, основатель Религиозного общества Друзей, которое также известно как квакеры.
Дж. Фокс жил в эпоху великих социальных потрясений и войн. Он пошёл против религиозных и политических властей, предложив необычный и бескомпромиссный подход к христианской вере. Он путешествовал по всей Британии как проповедник-нонкомформист, за что его часто преследовали власти, не одобряющие подобные убеждения.
Фокс женился на Маргарет Фелл, которая была одной из самых известных квакерских проповедниц. Его проповедническое служение вышло за границы Англии. Он посещал Северную Америку и Нидерланды. Фокс часто подвергался тюремному заключению. Последние десять лет жизни он провёл в Лондоне, работая над организационным укреплением распространяющегося движения квакеров.

## Ранние годы жизни
Джордж Фокс родился в пуританской деревне Дрейтон-ин-Клэй, графство Лестершир, Англия (теперь известная как Фенни Дрейтон), в 15 милях (24 км) к юго-западу от Лестера. Он был старшим из четырёх детей Кристофера Фокса, преуспевающего ткача, которого его соседи и жена Мэри (урождённая Лаго) называли «Праведный Кристер». Кристофер Фокс был относительно богатым церковным старостой. После смерти в конце 1650-х годов он оставил своему сыну значительное наследство. С детства Фокс имел серьёзный, религиозный характер. Не существует записей о его формальном школьном образовании, но он научился читать и писать. «Когда мне исполнилось одиннадцать лет, — говорил он, — я знал непорочность и правду; ибо, когда я был ребёнком, меня научили, как вести себя, чтобы остаться чистым. Господь научил меня быть верным во всём и оставаться верным двумя путями, а именно: внутренне — к Богу, и внешне — к человеку». Известный своей честностью, он также заявлял: «Господь учил меня быть добросовестным во всём… и придерживаться своего слова во всём».
Пока он рос, его родственники «думали, что сделают меня священником», но вместо этого молодой Фокс стал подмастерьем местного сапожника и скотовода Джорджа Джи из Мансеттера. Это соответствовало его созерцательному характеру. Благодаря своему усердию он стал хорошо известным среди торговцев шерсти, которые вели дела с его хозяином. Постоянной одержимостью Фокса была погоня за «простотой» в жизни, что означало смирение и отказ от роскоши. То недолгое время, который он был пастухом, имеет важное значение для формирования особенностей его характера. Ближе к концу жизни он написал письмо для общего прочтения, в котором говорилось, что Авель, Ной, Авраам, Иаков, Моисей и Давид все пасли овец или коров, и, следовательно, что формальное образование не следует считать необходимым условием для религиозного служения.
Джордж Фокс был знаком с людьми, которые были «учёными» (последователями государственной религии), но когда ему было 19 лет он разочаровался в их поведении, в частности, из-за их злоупотребления алкоголем. Он писал, что одной ночью во время молитвы, оставив двух знакомых на пьянке, он услышал внутренний голос, который сказал: «Ты видишь, как молодые люди вместе пребывают в суете, а пожилые люди — в земле; ты должен отречься ото всех, молодых и старых, отойти ото всех и держаться подальше ото всех».

## Первые путешествия
Движимый своим «внутренним голосом» Фокс покинул Дрейтон-ин-Клэй в сентябре 1643 года, отправившись в сторону Лондона, пребывая в состоянии внутренних мук и замешательства. Началась Английская революция, и во многих городах, через которые он прошёл, были размещены войска. В Барнете его разрывала депрессия (возможно, из-за искушений этого курортного городка близ Лондона). Он поочерёдно то на несколько дней запирался в своей комнате, то в одиночку выходил за город. Спустя год он вернулся в Дрейтон, где занимал долгими беседами на религиозные темы Натаниэля Стивенса, священника его родного города. Стивенс считал Фокса талантливым молодым человеком, но они не могли найти согласие в столь многих вопросах, что Стивенс назвал Фокса сумасшедшим и выступал против него.
В течение следующих нескольких лет Фокс продолжал путешествовать по всей стране. В это время формировались его особые религиозные взгляды. Временами он активно искал общества духовенства, но не нашёл утешения у них, так как они были не в состоянии помочь в волнующих его вопросах. Один из священников в Уорикшире посоветовал ему попробовать табака (который Фокс не любил) и попеть псалмы; другой, в Ковентри, разозлился, когда Фокс случайно наступил на цветок в его саду; третий предложил заняться кровопусканием. Фокс был очарован Библией и усердно её изучал. Он надеялся найти духовное взаимопонимание с религиозными диссидентами, чего не смог добиться в отношении с государственной церковью, но не все было гладко. С одной группой, например, он поссорился, так как утверждал, что женщины имеют души:
После того, как я покинул священников, я также покинул и отдельных проповедников, а тех почитают, как самых опытных людей; ибо я видел, что не было ни одного среди них всех, кто бы мог понять моё состояние. И когда не было уже надежды в них и во всех людях, и ничто не могло мне помочь и указать путь, тогда, о, тогда я услышал голос, сказавший: «Существует Иисус Христос, который может понять состояние твоё»; и когда я услышал это, мое сердце возликовало. Тогда Господь дал мне понять, почему на земле не было никого, кто мог понять мое состояние, а именно, то, что я мог бы дать Ему всю славу; ибо все заключены в грехе, и молчат в неверии, как и я был, что Иисус Христос, возможно, имеет преимущество, просветляющее и дающее благодать, и веру, и власть. Таким образом, когда Бог проявляет себя, кто противостоит, предотвратит это? А это я знал на своём примере.
Он много и напряжённо думал об искушении Христа, которое сравнивал с собственным духовным состоянием, но черпал силу из своего убеждения, что Бог поддержит и спасёт его. В молитве и медитации он пришёл к более глубокому пониманию природы своей веры и тому, чего она требовала от него; этот процесс он назвал «открытием». Он также пришел к тому, что считал глубоким внутренним пониманием общепринятых христианских верований. Среди его представлений была вера в то, что:
- Ритуалы можно спокойно игнорировать, если человек испытывает истинное духовное преображение.
- Полномочия для служения дается Духом Святым, а не церковью. Это означает, что любой человек (в том числе женщины и дети) имеет право на служение, при условии, что их направляет Дух.
- Бог «пребывает в сердцах его послушного народа» — религиозный опыт не ограничен церковными зданиями. Более того, Фокс отказывался применять слово «церковь» по отношению к церковным постройкам. Вместо этого он говорил «дом со шпилем». Это выражение до сих пор используется многими квакерами. Фокс мог также молиться в полях и садах, полагая, что Божье присутствие может ощущаться в любом месте.
- Хотя Фокс использовал Библию, чтобы подкрепить свою точку зрения, он также считал, что, так как Бог находится в верующих, те могут следовать за своим собственным внутренним проводником, а не полагаться на строгое чтение Писания или слова духовных лиц[4].
- Фокс также не делал сильных различий между Отцом, Сыном и Святым Духом[5].

## Религиозное общество Друзей
В 1647 г. Фокс начал проповедовать публично: на базарах, в полях, на разных назначенных встречах или даже иногда в «домах со шпилями» после служб. Его яркие проповеди начали привлекать некоторое количество последователей. Не совсем ясно, в какой именно момент было сформировано Общество Друзей, но наверняка сложилась группа людей, часто путешествующих вместе. Сперва они называли себя «Детьми Света» или «Друзьями Истины», а позже просто «Друзьями». Кажется, что у Фокса не было желания основывать религиозную группу, он лишь хотел провозглашать то, что рассматривал в качестве подлинных принципов христианства в их первоначальной простоте. Однако позже он проявил большое мастерство как религиозный организатор нового сообщества.
В то время в Англии существовало много конкурирующих христианских конфессий, придерживающихся очень разных мнений. Атмосфера споров и путаницы дала Фоксу возможность представить свои собственные убеждения посредством своих проповедей. Проповеди Фокса были основаны на Писании, но были эффективны главным образом благодаря большому личному опыту, которым он мог поделиться. Он язвительно отзывался о безнравственности, лживости, обязательности уплаты десятины, призывал своих слушателей вести жизнь без греха, не соглашаться со взглядами рантеров, приверженцев антиномизма, что верующий человек автоматически становится безгрешным. К 1651 г. он собрал вокруг себя других талантливых проповедников, и они продолжали путешествовать по стране, несмотря на временами жестокое обращение со стороны слушателей, которые хлестали их кнутами и прибегали к рукоприкладству, чтобы прогнать. Его известность росла, но его слова приветствовались далеко не всеми. Как бескомпромиссный проповедник, он вступал в острые диспуты со своим противникам, опровергая их мнения. Видимо к этому времени среди Друзей богослужение в виде безмолвного ожидания уже стало общепринятым, хотя письменных свидетельств этого не найдено.

### Тюремное заключение
Фокс пенял судьям на решения, которые он считал морально неправильными, как, например, в одном письме он поминал дело женщины, которую должны были казнить за кражу. Он выступал против уплаты десятины, которая финансировала государственную церковь и часто уходила в карманы помещиков или религиозных общин, не имевших отношения к прихожанам. По его мнению, так как Бог везде и проповедовать может каждый, нет необходимости в установленной церкви и в особом университетском образовании для проповедника. Конфликт с гражданской властью был неизбежен. Фокс был заключен в тюрьму несколько раз, первый — в Ноттингеме в 1649 г. В Дерби в 1650 г. он был заключен в тюрьму за богохульство; судья высмеял побуждение Фокса «дрожать при слове Господа», называя его и его последователей «квакерами». После отказа бороться против восстановления монархии (или взяться за оружие по какой-либо причине) его тюремный срок был удвоен. Отказ давать клятву или браться за оружие оказались гораздо более важной частью публичных заявлений Фокса. Отказ принимать присягу означал, что квакеры могут привлекаться к ответственности в соответствии с законами, которые вынуждали граждан присягать на верность. Это также затрудняло дачу показаний в суде. В письме от 1652 г. («То, что установлено силой меча») он призывал Друзей использовать не «плотское оружие», но «духовное оружие», провозглашая «пусть волны [власть народов] разразятся над головами».
В 1652 г. Фокс проповедовал в течение нескольких часов под ореховым деревом в Балби, где его последователь Томас Одхэм сыграл важную роль в создании организации первого собрания Друзей в районе Донкастера. В июне того же года Фокс почувствовал, что Бог ведет его к взойти на холм Пендл-Хилл, где у него было видение того, как множество людей приходят к Христу. Оттуда он отправился в Седберг в Уэстморленде, где, как он слышал, собиралась группа сикеров. Там он проповедовал для более, чем тысячи людей на холме Фёбенк-Фелл и убедил многих, в том числе Фрэнсиса Хогуилла, признать, что Христос может говорить с людьми напрямую. В конце месяца он остановился в имении Свортмор (Свортмор-Холл), рядом с Алверстоном, в доме Томаса Фелла, вице-канцлера герцогства Ланкастер, и его жены Маргарет. Примерно в то же время случайные встречи Друзей стали проходить более регулярно, и в графстве Дарем было организовано месячное собрание. Маргарет стала квакером, а знакомство с Друзьями Томаса Фелла оказалось важным, когда Фокса арестовали за богохульство, хотя сам Томас и не присоединился к Друзьям. Т.Фелл был одним из трех председательствующих судей, и снял все обвинения по формальным причинам.
Фокс оставался в Свортморе до лета 1653 г., а затем уехал в Карлайл, где снова был арестован за богохульство. Его даже предлагали приговорить к смерти, но парламент потребовал его освобождения, дабы не получилось, что «молодой человек… умер за религию». Дальнейшие заточения настигали Фокса в Лондоне в 1654 г., Лонсестоне в 1656 г., Ланкастере в 1660 г., Лестере в 1662 г., ещё раз в Ланкастер и Скарборо в 1664—1666 гг. и Вустере в 1673—1675 гг. В обвинение обычно включали возбуждение волнений и поездки без пропуска. Квакеры не соблюдали навязанных законов, запрещающих несанкционированные молитвенные собрания.
В те времена действия, которые совершались под действием веры в социальное равенство — отказ использовать или признавать титулы, снимать шляпы в суде или кланяться тем, чей общественный статус считался выше — рассматривались как проявление неуважения. Во время заключения в Лонстоне Фокс писал: "Христос, наш Господь и учитель, говорит: «Не клянись вовсе, но пусть слово твоё будет „да“, если да, и „нет“, если нет. А всё, что сверх этого, — от лукавого. … Апостол Иаков говорит: „Братья мои, прежде все не клянитесь ни небом, ни землею, и никакою другою клятвой, дабы не быть осуждёнными“».
В тюрьме Джордж Фокс продолжал писать и проповедовать, чувствуя, что тюремное заключение познакомило его с людьми, нуждающимися в его помощи — тюремщиками, а также его сокамерниками. В своем дневнике он писал, обращаясь судье: «Бог живет не в храмах, построенных руками». Он также хотел своими действиями подавать пример, подставляя другую щеку, когда его били, и не проявлял перед своими обидчиками чувство уныния.

### Встречи с Оливером Кромвелем
У членов парламента росли страхи в возможности монархического заговора. Они опасались, что путешествующая с Фоксом группа имеет целью свергнуть правительство — к тому времени на их встречах регулярно собиралось более тысячи человек. В начале 1655 г. Фокса арестовали в городе Ветстоне, графство Лестершир, и доставили в Лондон под охраной. В марте он предстал перед лордом-протектором Оливером Кромвелем. После заверения, что у него нет никакого намерения браться за оружие, Фокс на протяжении целого утра говорил с Кромвелем о Друзьях, посоветовал ему слушать голос Бога и повиноваться ему. Разговор произвел на Кромвеля такое впечатление, что когда Фокс уходил, тот со слезами на глазах сказал: «Приходи снова в мой дом, ибо если мы с тобой были бы хоть час в день вместе, мы стали бы ближе друг к другу», и добавил, что он желает Фоксу не больше зла, чем своей собственной душе.
Этот эпизод позже вспоминали в качестве примера того, как «говорить власти правду», технику проповеди, с помощью которой последующие квакеры надеялись повлиять на власть предержащих. Хотя эта фраза и не использовалась до XX века, она соотносится с понятием простой речи, простоты, свойственных Фоксу, желанием которого были и более мирские цели по искоренению войн, несправедливости и угнетения.
В 1656 г. Фокс подавал прошения Кромвелю с просьбой остановить преследования квакеров. Позже, в том же году, они встретились во второй раз в Уайтхолле. Личная беседа прошла хорошо. Несмотря на разногласия, у них установилось определенное взаимопонимание. Фокс призвал Кромвеля «сложить свою корону к ногам Иисуса» — что Кромвель сделать отказался. Фокс еще два раза встретился с Кромвелем в марте 1657 г. Их последняя встреча произошла в 1658 г. в лондонском дворце Хэмптон-Корт, хотя у них и не было возможности поговорить долго или встретиться снова, из-за ухудшающейся болезни лорда-протектора. Фокс даже писал, что «он похож на мертвеца». Кромвель умер в сентябре того же года.

### Отношения с Джеймсом Нейлером
Один из самых ранних квакеров, житель Йоркшира Джеймс Нейлер, к 1655 г. стал видным проповедником в Лондоне. Между последователями Фокса и Нейлера начало расти недопонимание. Так как Фокс был в заточении в Лонсестоне, Нейлер отправился к этому городку, чтобы каким-то образом встретиться с Фоксом и уладить любые размолвки. По дороге его самого арестовали в Эксетере. Фокса освободили в 1656 г., и он проповедовал по всей западной Англии. Прибыв в Эксетер в конце сентября, Фокс встретился с Нейлером. Однако Нейлер и его последователи отказывались снимать шляпы во время проповедей Фокса, что воспринималось им как пренебрежение и плохой пример. Когда Нейлер отказался поцеловать руку Фоксу, Фокс предложил вместо этого поцеловать ему ногу. Нейлер обиделся, и они расстались недовольные друг другом. Фокс писал: «Теперь среди Друзей появился злой дух».
В том же году после освобождения Нейлер отправился в Бристоль и в Вербное воскресенье изобразил триумфальный вход Иисуса Христа в Иерусалим. Его арестовали и доставили в Лондон, где парламент обсудил этот случай и 96 голосами против 82 отклонил предложение о смертном приговоре. Вместо этого парламентарии приказали, чтобы его привязали к позорному столбу, поставили ему на лбу клеймо в виде буквы B (первая буква английского слова Blasphemer — «богохульник»), в таком виде провели по Лондону и Бристолю, а затем проткнули язык раскаленным железом и заключили в одиночную камеру с привлечением к тяжелому труду. Нейлера выпустили в 1659 г., но он был сломлен. На встрече с Фоксом в Лондоне он упал на колени и попросил прощения. Вскоре после этого Нейлер на пути домой к своей семье подвергся нападению воров, после чего умер.

## Гонения на квакеров и рост Общества Друзей
Гонения, происходившие в те годы, когда например, в 1657 г. около тысячи Друзей находились в тюрьмах, усилили негативное отношение Джорджа Фокса к господствующим религиозным и социальным традициям. В своих проповедях он часто подчеркивал отрицание квакерами водного крещения. Это оказалось полезным для заострения внимания на особом отношении Друзей к внутренним изменениям, в отличие от суеверий (как Фокс это воспринимал) внешних ритуалов. Кроме того, это намеренно провоцировало приверженцев господствующей религии, что давало возможность Фоксу поспорить с ними по вопросам Писания. Так случилось и во время рассмотрения дела Фокса в суде; когда судья потребовал, чтобы Фокс снял шляпу, тот возразил, спросив, где в Библии можно найти такое предписание.
К концу 1650-х годов Общество Друзей стало значительно более организованным. Проводились крупные встречи, в том числе трехдневная встреча в Бедфордшире, предвестник Британского Годового собрания, проводимого в наши дни.
Фокс отправил двух Друзей в путешествие по стране с целью собрать свидетельства о заключенных в тюрьму квакерах как доказательства их преследования. В итоге в 1675 г. это привело к созданию Собрания в поддержку страждущих, действующего по сей день.
50-е годы XVII века, когда Друзья наиболее активно шли на конфликт с властями, были одним из самых творческих периодов их истории. Во время Английской республики Фокс надеялся, что квакерское движение станет главной церковью в Англии. Однако разногласия в их среде, преследование и усиливающиеся социальные потрясения, стали причиной тяжелой депрессии у Фокса. В 1659 г. он шлет парламенту свою самую политически радикальную брошюру «Пятьдесят девять наставлений для исправления положения». Но события в этот год происходили настолько хаотично, что парламент так и не рассмотрел её. Документ был опубликован только в XXI веке.

### Реставрация Стюартов
С восстановлением монархии мечты Фокса установить квакерство доминирующей религией сошли на нет. Его снова обвинили в заговоре, на этот раз против Карла II, и фанатизме — это обвинение его возмутило. Он сидел в тюрьме в Ланкастере пять месяцев, в течение которых писал королю, предлагая советы по вопросам управления — Карл должен воздержаться от войны и внутреннего религиозного преследования, а также препятствовать принесению клятв, запретить театральные пьесы и игры у майского дерева. Эти последние предложения показывают пуританские наклонности Фокса, продолжавшие влиять на квакеров в течение многих лет после его смерти. После демонстрации того, что у нет никаких намерений поднять вооруженный мятеж, Фокс был освобожден.
По крайней мере в одном Карл прислушался к Фоксу. Семьсот квакеров, заключенные в тюрьму во время правления Ричарда Кромвеля, были освобождены. Однако правительство все еще не знало, как относиться к возможным связям этой религиозной группы с другими, более радикально настроенными движениями. Бунт «людей Пятой монархии» в январе 1661 г. привёл к подавлению этого религиозного движения и репрессиям против других нонконформистов, включая квакеров. После этого события Фокс и одиннадцать других квакеров выпустили критический памфлет, провозглашавший «свидетельство о мире»: они взяли на себя обязательства противостоять всем внешним войнам и вооруженным распрям, как противоречащим воле Божьей. Не все последователи Фокса приняли это свидетельство. Исаак Пенингтон, например, какое-то время не соглашался с ним, утверждая, что государство обязано защищать невинных от зла, в случае необходимости с помощью военной силы. Несмотря на публичное объявление этого свидетельства, преследования квакеров продолжились, как преследования и других инакомыслящих.
Пенингтон и некоторые другие квакеры, такие как Джон Перрот и Джон Пеннимен, были обеспокоены увеличивающимся влиянием Фокса в движении. Как до этого и Нейлер, они не видели причин, почему мужчины должны снимать шляпы во время молитвы, и утверждали, что, если мужчин и женщин следует считать равными, и если, как считал апостол Павел, женщины должны покрывать голову, то также должны и мужчины. Перрот и Пенингтон проиграли в этой дискуссии. Перрот эмигрировали в Новый Свет, и Фокс сохранил лидерство в движении.
Парламент принял законы, запрещавшие неангликанские религиозные собрания более пяти человек, что по существу делало собрания квакеров незаконным. Фокс наставлял своих последователей открыто нарушать запретительные законы, и многие Друзья, в том числе женщины и дети, в течение следующих двух с половиной десятилетий оказались в тюрьмах. В то же время, хотя квакеров изгоняли из Новой Англии (а некоторых казнили), советники короля Карла рекомендовали ему издать распоряжение, осуждающее эту практику и позволяющее им вернуться. Фокс смог встретиться с некоторыми из Друзей Новой Англии, когда они приехали в Лондон, и это подогрело его интерес к колониям. Фокс не смог туда отправиться сразу же — его в 1664 г. снова заключили в тюрьму за отказ принести присягу на верность. После освобождения в 1666 г. он занимался организационными вопросами: нормализовал систему месячных и квартальных собраний по всей стране, распространяя ее и на Ирландию.
Посещение Ирландии подвигло его также на проповеди против того, что виделось ему как крайности Римско-католической церкви, в частности, использование ритуалов. В общем Фокс был воспитан в совершенно протестантской среде, враждебной к «папизму».
27 октября 1669 г. на собрании в Бристоле Фокс женился на Маргарет Фелл, проживавшей в имении Свортмор. Она была леди высокого социального положения и одна из его первых последовательниц. М. Фелл была на десять лет старше и имела восемь детей (все за исключением одного стали квакерами) от первого брака с Томасом Феллом, умершем в 1658 г. Маргарет Фелл была очень активной в движении, боролась за равенство и принятие женщин в качестве проповедниц. Поскольку на квакерских свадьбах не было никаких официальных священников, которые могли бы провести церемонию, союз принимал форму гражданского брака, одобренного старейшинами и свидетелями на собрании. Через десять дней после брака Маргарет вернулась в Свортмор для продолжения работы. Джордж Фокс вернулся в Лондон. Их общая религиозная деятельность была в центре их совместной жизни, они и позже действовали рука об руку, решая множество административных вопросов, возникавших в Обществе Друзей. Вскоре после брака Маргарет Фелл была заключена в тюрьму в Ланкастере. Джордж Фокс остался на юго-востоке Англии. Болезнь и подавленность так повлияли на него, что на некоторое время он потерял зрение.

### Поездки по Америке и Европе
К 1671 г. Фокс выздоровел, а Маргарет Фелл по приказу короля выпустили из тюрьмы. Фокс решил посетить английские поселения в Америке и Вест-Индии, возможно, чтобы противостоять любым остаткам учения Перрота. После семинедельного плавания группа квакеров 3 октября 1671 г. прибыла на остров Барбадос. Оттуда Фокс направил Друзьям послание, излагающее роль женских собраний при церемонии бракосочетания, что по его возвращении вызвало споры. Одним из его предложений было, чтобы предполагаемая пара до брака проходила собеседование на собрании, где присутствуют только женщины, для выяснения существуют ли какие-либо финансовые или другие препятствия. Хотя к тому времени женские собрания проводились в Лондоне уже десять лет, в Бристоле и на северо-западе Англии они казались для многих слишком радикальным новшеством.
Фокс написал письмо губернатору и ассамблее острова Барбадос, в котором опроверг обвинения в том, что квакеры побуждали рабов к бунту и пытались установить квакерскую веру в качестве общепринятой. После визита на Ямайку первый пунктом назначения Фокса в североамериканских колониях был Мэриленд, где он участвовал в четырехдневной встрече местных квакеров. Пока его английские товарищи посещали другие колонии, он оставался там, надеясь встретиться с коренными американцами, которые интересуются квакерством. Фокс был впечатлен их общей манерой поведения, которую он описал, как «вежливую и нежную». Его возмутило предположение некоего человека из Северной Каролины, что «в индейцах не было… Света и Духа Божьего». Он отверг такое утверждение.
В колониях Фокс помогал создавать организационную систему для Друзей по той же схеме, что и в Британии. Он также проповедовал многим не-квакерам,. Некоторых ему удалось обратить в свою веру.
После многочисленных путешествий по различным американским колониям в июне 1673 г. Джордж Фокс вернулся в Англию с уверенностью, что его движение там твёрдо установилось. Однако в Англии он обнаружил резкое разделение между провинциальными Друзьями (такими, как Уильям Роджерс, Джон Уилкинсон и Джон Стори), возражающими против проведения женских собраний и против преобладания в руководящих структурах жителей Лондона и его окрестностей. С помощью союзников, таких как Уильям Пенн и Роберт Баркли, в конечном счете конкуренция за лидерство была преодолена в пользу Фокса. В разгар споров Фокса снова заключили в тюрьму — за отказ дать клятву после ареста в Армскоте, Вустершир. Узнав о новом аресте, умирает его мать, и здоровье Фокса снова начало ухудшаться. Маргарет Фелл подала королю прошение об освобождении мужа, и оно было удовлетворено. Но Фокс чувствовал себя слишком слабым, чтобы немедленно отправляться в странствия. Выздоравливая в имении Свортмор, он начал надиктовывать то, что после его смерти будет опубликовано как «Дневник Джорджа Фокса». Он также посвящал время составлению писем, в том числе публичных, а также написанию книг и очерков. Он уделил особое внимание теме клятв, так как убедился в ее важности для идей квакеров. Отказываясь клясться, он чувствовал, что может свидетельствовать о ценности истины в повседневной жизни, а также в отношениях с Богом, который ассоциировался у него с истиной и Внутренним Светом.
На три месяца в 1677 г. и месяц в 1684 г. Фокс ездил к Друзьям в Нидерланды и организовывал деловые собрания. Во время первой поездки он побывал на территории современной Германии, путешествуя вдоль побережья к Фридрихштадту и обратно.
Фокс продолжал участвовал в диспутах между Друзьями в Англии относительно роли женщин на собраниях. Эта борьба отняла много сил и истощила его.
Фокс следил за основанием колонии Пенсильвания, где Пенн предоставил ему более 1000 акров (4 км².) земли.
Преследования в Англии продолжались. В октябре 1683 г. Фокса арестовывают на короткое время. Его здоровье опять ухудшилось, но он продолжал свою деятельность — писал письма в Польшу, Данию, Германию и другие страны, рассказывая о своей вере.

## Последние годы жизни
В последние годы своей жизни Фокс продолжал участвовать в лондонских собраниях, а также готовил обращения парламенту о страданиях Друзей. Новый король Яков II помиловал религиозных инакомыслящих, находившихся в тюрьмах за неподчинение официальной церкви, что привело к освобождению около 1500 Друзей. Хотя квакеры и потеряли свое влияние после Славной революции 1688 г., свергнувшей Якова II, Акт о веротерпимости 1689 г. положил конец законам об религиозном единообразии, из-за которых преследовали квакеров, и это позволило им собираться свободно.
Джордж Фокс умер 13 января 1691 г. через два дня после своей проповеди в доме собраний на улице Грейсчёрч в Лондоне. Три дня спустя в присутствии тысяч скорбящих его предали земле на квакерском кладбище Банхилл-Филдс в Лондоне.

## Дневник и письма
Дневник Фокса впервые опубликовали в 1694 г. после того, как его отредактировал Томас Элвуд, с предисловием Уильяма Пенна. Как и большинство подобных работ того времени, дневник писался не одновременно с событиями, о которых в нем идет речь, а был составлен много лет спустя. Большая его часть надиктована. Разделы дневника были на самом деле размечены вовсе не самим Фоксом, а его редакторами. Из повествования в значительной степени были исключены инакомыслие внутри движения и вклад других в развитие квакерства. Фокс изображает себя, как всегда, в лучшем свете и под защитой Божьего вмешательства.
Руфус Джонс сравнил «Дневник» с такими религиозными автобиографиями, как «Исповедь» Августина и «Милость Господня, которой в изобилии у главного из грешников» Джона Буньяна. Однако это очень личное произведение с небольшим драматическим эффектом, который удалось создать после существенного редактирования. Из-за богатства подробностей о повседневной жизни XVII века и описания множества городов и деревень, которые посетили Фокс, историки использовали её в качестве важного источника информации.
Также были опубликованы сотни писем Фокса, в основном предназначавшиеся для широкой публики, и несколько личных. Составленные начиная с 1650-х гг., с такими заголовками, как «Друзья, ищите мир во всех людях» или «К Друзьям, чтобы знали друг друга в свете», они дают огромное понимание деталей убеждений Фокса и показывают его решимость распространять их. Эти произведения, по словам Генри Кэдбери, профессора теологии Гарвардском университета, «содержат несколько его собственных свежих фраз, [но], как правило, характеризуются избытком библейского языка, и сегодня они кажутся скучными и монотонными». Другие исследователи указывают на то, что «проповеди Фокса, богатые библейскими метафорами и понятной речью, несли надежду в тёмное время». Афоризмы Фокса нашли аудиторию за пределами квакерского движения, во многих других церковных группах. Их использовали для иллюстрации принципов христианства.
Один из современников описывает Фокса «изящным в лице, мужественным в поступках, твердым в жестах, вежливым в разговоре». У. Пенн говорил, что он «вежливый во всех возможных формах». Его описывают «простым и сильным на проповеди, пылким в молитве», способным «сказать слово в нужное время согласно состоянию и возможностям большинства, особенно для изнуренных и чья душа нуждалась в отдыхе», «доблестно отстаивающим правду, храбро её защищающим, терпеливо страдающим за неё, непоколебимым, как скала».

## Наследие
Влияние Фокса на Общество Друзей было огромным, и его убеждения во многом были приняты этой религиозной группой. Возможно, самой значительной заслугой Фокса, не считая его преобладающего влияния в начале движения, были организационная деятельность при преодолении проблем преследования со стороны властей после реставрации Стюартов и проблем, возникавших в те же времена из-за внутренних конфликтов, что создавало угрозу стабильности Общества Друзей.
Уолт Уитмен, воспитанный родителями, разделяющими идеи квакеров, писал: «Джордж Фокс тоже отстаивает что-то — мысль — ту мысль, пробуждающуюся в тихий час — возможно, самую глубокую, извечную мысль, скрытую в человеческой душе. Это мысль Бога, смешавшаяся с мыслями о морали и бессмертии личности. Велика, велика эта мысль — да, более великая, чем всё остальное».
Университет Джорджа Фокса в штате Орегон, первоначально Тихоокеанский колледж, основанный в 1891 г., был переименован в его честь в 1949 г. В честь Дж. Фокса также назван один из корпусов Ланкастерского университета.
Дж. Фокс присутствует в качестве персонажа в фильме «Пенн из Пенсильвании» (1941 г.).
Отношения Фокса с Маргарет Фелл описаны в романе Яна де Хартога «Мирное королевство. Американская сага».